# Johann Christian Gottfried Dressel

Johann Christian Gottfried Dressel

Johann Christian Gottfried Dressel (* 22. September 1751 in Crossen an der Oder; † 16. Oktober 1824 in Charlottenburg) war ein deutscher protestantischer Pfarrer und der Chronist der Stadt Charlottenburg. Er setzte sich stark für eine Reform des Schulwesens und eine bessere Versorgung der armen Bevölkerung Charlottenburgs ein.

## Leben

Johann Christian Gottfried Dressel: Lebensbeschreibung 1751–1773

Johann Christian Gottfried Dressel: Lebensbeschreibung 1773–1778

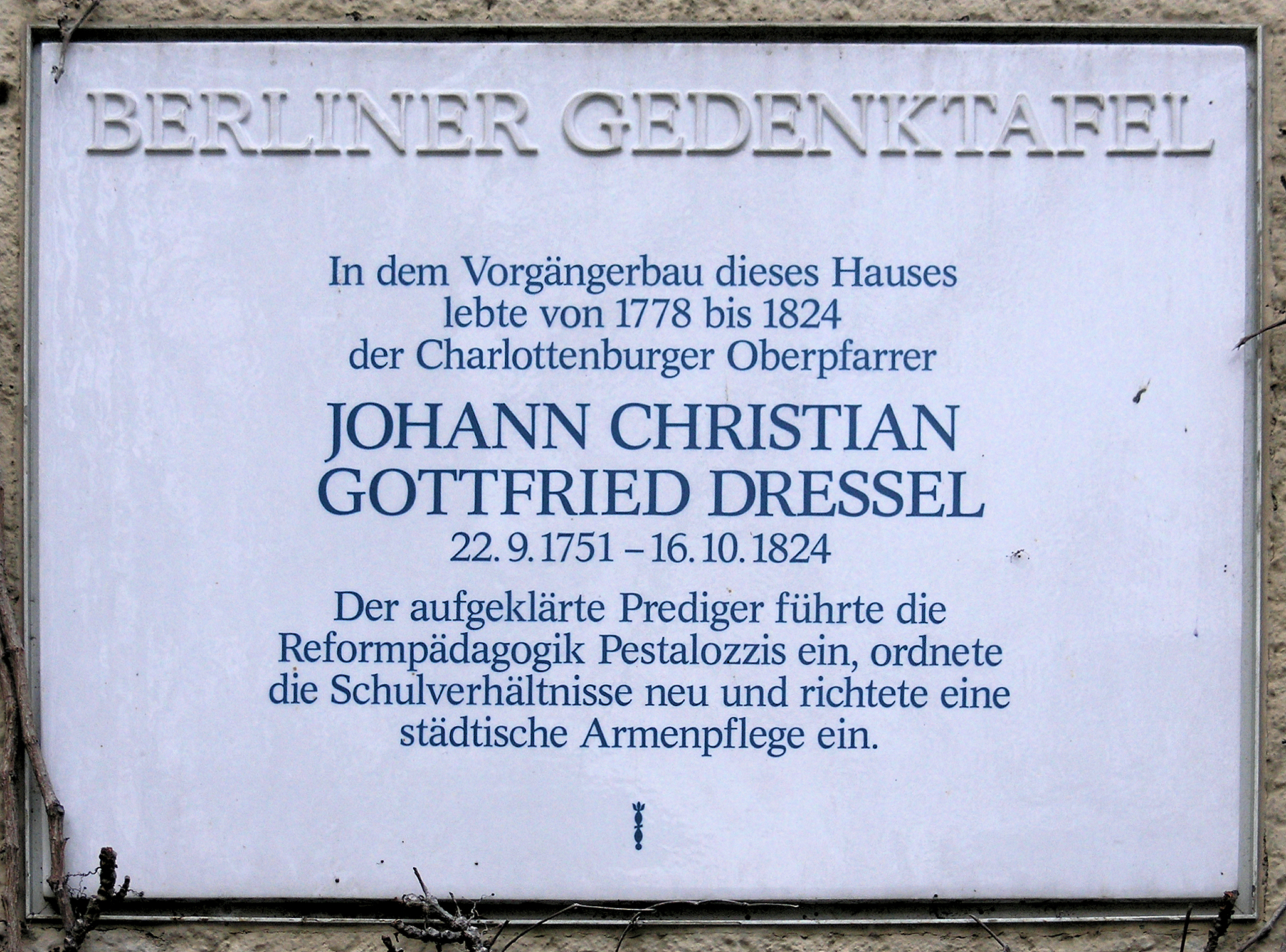
Gedenktafel für Johann Christian Gottfried Dressel in der Gierkezeile 4 in Berlin-Charlottenburg

Dressel studierte Theologie, 1771 an der Universität Wittenberg und von 1772 bis 1773 in Halle. Nach seinem erfolgreichen Abschluss war Dressel Konrektor an einer Schule in Werder, dann Rektor in Biesental. 1778 wurde ihm das Pfarramt der Stadt Charlottenburg übertragen.
Charlottenburg war im 18. Jahrhundert eine kleine Stadt, deren Bewohner von Ackerbau und Viehzucht lebten oder am Hof tätig waren. Die Kirchengemeinde war in einem genauso kläglichen Zustand wie die Schulen, die damals der Kirche unterstanden. Auch die Armut war groß. Dressel setzte sich für die Verbesserung der Lebensbedingungen in seiner Gemeinde ein und reformierte das Schulwesen in Charlottenburg. Auf seine Initiative hin wurden das erste Schulhaus Charlottenburgs in der Gierkezeile gebaut und 1802 ein Armenkrankenhaus.
Dressel verfasste zwei Chroniken, die ihn berühmt machten: die sogenannte „Pfarrchronik“, die im Besitz der Luisenkirche ist, und die sogenannte „Dressel-Chronik“, die im Besitz des Bezirksamtes Charlottenburg-Wilmersdorf von Berlin ist. Beide Chroniken berichten über die Geschichte der Stadt Charlottenburg und sind in ihrer Art einzigartig.
Zudem hat Dressel sechs Tagebücher geschrieben. Die ersten beiden Bände befinden sich in der Königlichen Magistratsbibliothek im Verwaltungsinformationszentrum des Bezirksamtes Charlottenburg-Wilmersdorf von Berlin. Der erste Band berichtet über Dressels Kindheit, Jugend und Studium. Der zweite behandelt die Zeit bis zu seinem Amtsantritt in Charlottenburg. Die vier anderen Bände sind derzeit verschollen.
Dressel wurde in Charlottenburg auf dem Luisenfriedhof I beigesetzt. Das Grab existiert heute nicht mehr.